# Peter Muster
Peter Muster, né le 28 mai 1952, est une athlète suisse spécialiste du 200 mètres. Affilié au LC Zürich, il mesure 1,75 m pour 68 kg.

## Biographie

### Palmarès
| Date | Compétition           | Lieu   | Résultat | Performance |
| ---- | --------------------- | ------ | -------- | ----------- |
| 1978 | Championnats d'Europe | Prague | 3e       | 20 s 64     |

### Records
| Épreuve    | Performance | Lieu | Date |
| ---------- | ----------- | ---- | ---- |
| 200 mètres | 20 s 46     |      | 1976 |